# Silene cephalantha
Silene cephalantha är en nejlikväxtart som beskrevs av Pierre Edmond Boissier. Silene cephalantha ingår i släktet glimmar, och familjen nejlikväxter. Inga underarter finns listade i Catalogue of Life.